# Гиттельде
Гиттельде (нем. Gittelde) — община в Германии, в земле Нижняя Саксония.
Входит в состав района Остероде. Подчиняется управлению Бад Грунд (Харц). Население составляет 1940 человек (на 31 декабря 2010 года). Занимает площадь 12,55 км².
| Год  | Население |
| ---- | --------- |
| 1990 | 2121      |
| 1995 | 2180      |
| 2000 | 2153      |
| 2005 | 2100      |
| 2010 | 1975      |